# Kippenvlees

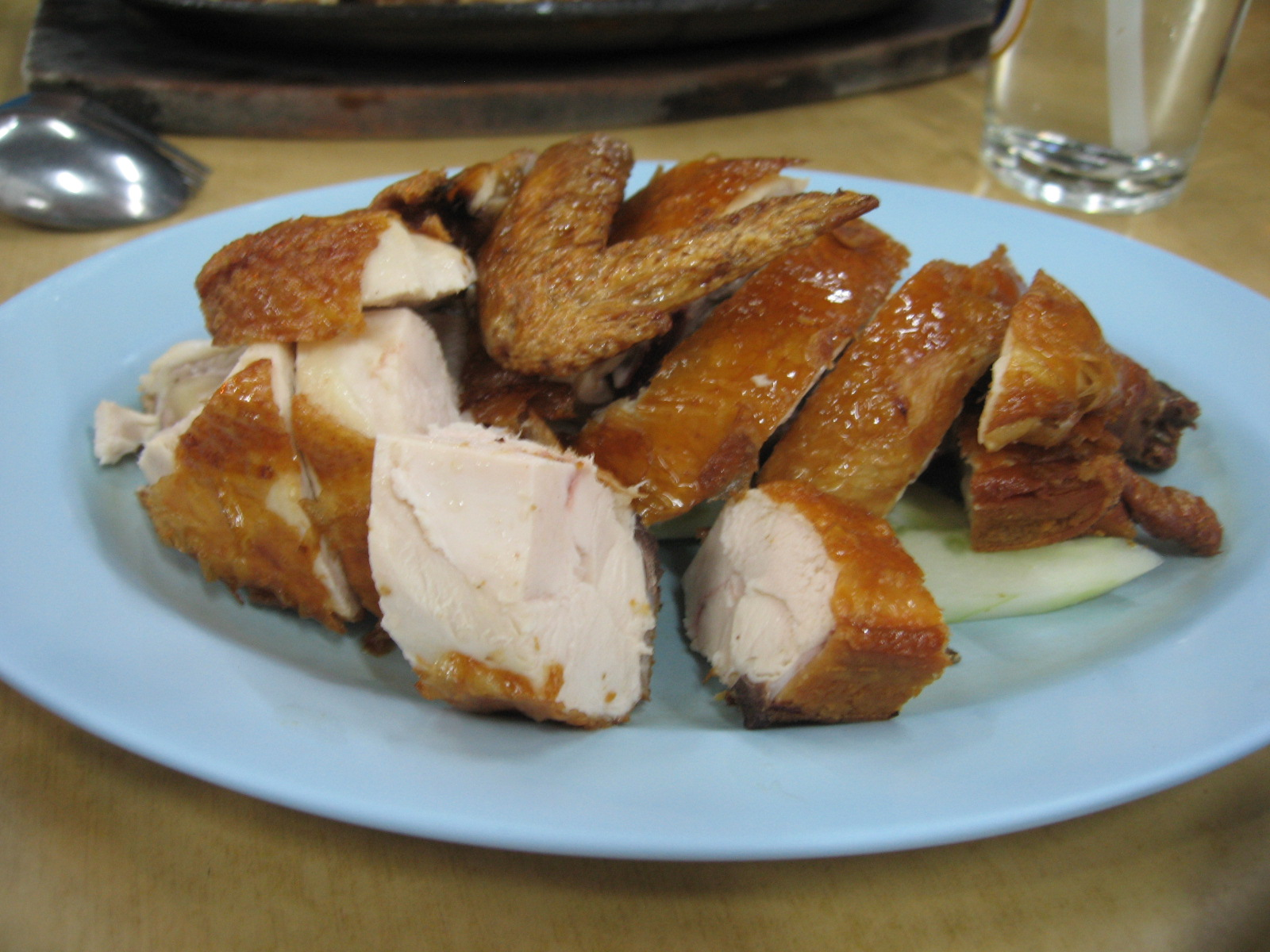
Kippenvlees

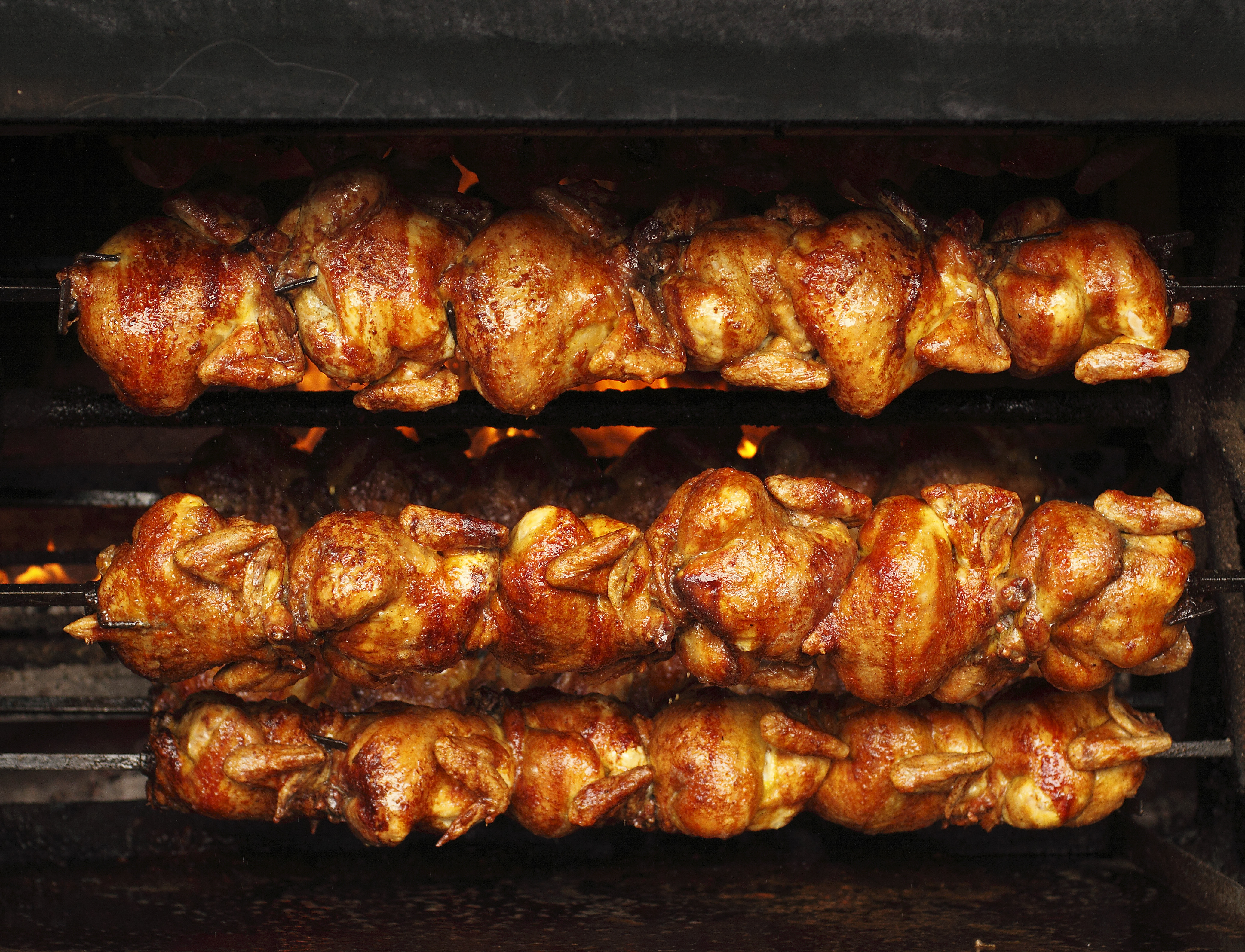
Kip aan 't spit

Kippenvlees is het vlees dat afkomstig is van de kip. Het is een van de meest gegeten vleessoorten ter wereld. Kip wordt als (onderdeel van een) maaltijd zoals lunch en diner gegeten. Vaak ook als specialiteit in een restaurant of tijdens feestdagen zoals Pasen en Kerstmis. Kippenvlees wordt, net als het vlees van ander gevogelte, witvlees genoemd. Dit in tegenstelling tot rood vlees van zoogdieren.
Kippenvlees kan op veel manieren bereid worden als voedsel, bijvoorbeeld in de grill, op de barbecue, gebakken of gebraden met diverse kruiden en wijn, maar ook gekookt voor in soep.
In de Indonesische keuken wordt kip Ajam genoemd. Zie: ajam panggang, ajam taliwang, ajam smoor, saté ajam.

## Productie van kippenvlees in Nederland
Het kippenvlees in Nederland is in 2017 nagenoeg geheel afkomstig van slechts achttien pluimveeslachterijen.

## Varianten
Kip kan worden gebakken of gebraden, gegrild of in een oven verder worden gaar gestoomd.
Maar ook als:
- hele kip, al of niet gevuld
- halve kip
- kippenpoot/kippenbout
- kippenvleugel (een variant hiervan zijn "hot wings", een pittige kippenvleugel)
- kipkluifje/borrelpootje
- drumstick (het onderste gedeelte van de bout van de kip, voor bij buffetten of als borrelhapje)
- kippendij (bil van de kip, malser dan kipfilet)
- kippenhaasje
- kipfilet
- kippenhart
- kippenlever
- kippenmaag (spiermaag/gizzard)

Enkele vormen van kipgerechten zijn:
- cordon bleu
- kipcorn
- kipnugget
- kippensoep
- kip kerrie

In gegrilde vorm is kip geen vet vlees. Sporters kiezen soms voor kippenvlees vanwege de hoeveelheid eiwitten en het in verhouding beperkte vetpercentage.

## Risico's
De grootste risico's bij kippenvlees zijn de bacteriën salmonella, campylobacter en listeria. Daarnaast zijn er door de veelal grootschalige manier van fokken problemen met resistentie van bacteriën.

### Besmetting door Salmonella
Salmonella komt veel voor op rauwe kip, daarom is het belangrijk dat de kip altijd goed gaar is en zeker niet rood wordt geconsumeerd. Vanwege deze risico’s staat er op het etiket van pluimveevlees een waarschuwing met de volgende tekst: "Let op, geef schadelijke bacteriën geen kans. Zorg daarom dat deze bacteriën niet via de verpakking, uw handen of het keukengerei in uw eten terechtkomen. Maak dit vlees door en door gaar om deze bacteriën uit te schakelen."

### Gebrekkige hygiëne in Nederlandse slachterijen
Veel grote pluimveeslachterijen in Nederland zijn niet schoon genoeg, zo bleek in 2017 uit een onderzoek van de Nederlandse Voedsel- en Warenautoriteit (NVWA). Bacteriën hadden er soms vrij spel en ook was het dierenwelzijn vaak niet op orde. De achttien onderzochte slachterijen zijn verantwoordelijk voor vrijwel al het pluimvee dat in Nederland wordt geslacht. In 2017 voldeed 38 procent van de bedrijfsruimten aan de eisen, tegen 65% in 2015.

## Wereldwijde productie
| Topproducenten van kippenvlees 2018 | Topproducenten van kippenvlees 2018 |
| Land                                | Productie (ton)                     |
| ----------------------------------- | ----------------------------------- |
| Verenigde Staten                    | 19.568.042                          |
| Brazilië                            | 14.914.563                          |
| China                               | 13.957.911                          |
| Rusland                             | 4.543.002                           |
| India                               | 3.590.525                           |
| Mexico                              | 3.338.372                           |
| Indonesië                           | 2.544.105                           |
| Japan                               | 2.250.347                           |
| Ierland                             | 2.187.068                           |
| Turkije                             | 2.156.671                           |
| Argentinië                          | 2.069.160                           |
| Maleisië                            | 1.766.369                           |
| Zuid-Afrika                         | 1.754.562                           |
| Verenigd Koninkrijk                 | 1.750.000                           |
| Myanmar                             | 1.728.947                           |
| Thailand                            | 1.726.881                           |
| Colombia                            | 1.592.830                           |
| Peru                                | 1.581.767                           |
| Polen                               | 1.474.064                           |
| Spanje                              | 1.411.312                           |